# Fireworks (álbum)
Fireworks es el tercer álbum de estudio de la banda brasileña de power metal Angra, lanzado en 1998 por Paradoxx Music.

## Detalles
Este es el último trabajo de Angra con el vocalista Andre Matos, el bajista Luis Mariutti y el baterista Ricardo Confessori, quien no obstante regresaría a la banda en 2009.
Este disco contó con el renombrado productor inglés Chris Tsangarides, y fue grabado en varios estudios de Inglaterra como los míticos Abbey Road Studios de Londres o los Marcus Recording Studios, entre otros.
Este álbum no tiene las características rítmicas y melódicas del disco anterior Holy Land, tornándolo más directo y agresivo.

## Lista de canciones
1. "Wings of Reality"	– 5:54
2. "Petrified Eyes"	– 6:05
3. "Lisbon"		– 5:13
4. "Metal Icarus"	– 6:23
5. "Paradise"		– 7:38
6. "Mystery Machine"	– 4:11
7. "Fireworks"		– 6:20
8. "Extreme Dream"	– 4:16
9. "Gentle Change"	– 5:35
10. "Speed"		– 5:57
11. "Rainy Nights" (Bonus track Japón) – 5:03

## Formación
- Andre Matos	– Voces
- Kiko Loureiro	– Guitarra
- Rafael Bittencourt – Guitarra
- Luís Mariutti		– Bajo
- Ricardo Confessori	– Batería